# Роберт Чейз
Роберт Чейз (англ. Dr. Robert Chase) — один из главных персонажей американского телесериала «Доктор Хаус». Его роль исполняет Джесси Спенсер. Член диагностической команды доктора Грегори Хауса. Работал на Хауса дольше других членов команды. В заключительном эпизоде третьего сезона Хаус увольняет Чейза, мотивируя это тем, что Чейз получил у него достаточно знаний. В четвёртом сезоне возвращается в Принстон-Плейнсборо в качестве члена хирургического персонала. В начале шестого сезона вернулся в диагностическое отделение, возглавляемое Эриком Форманом, а затем, снова Хаусом. Специализация Чейза — интенсивная терапия и хирургия.

## Биография
Отец Роберта — Роуэн Чейз («чех, лет тридцать проживший в Австралии», актёр Патрик Бошо), известный и богатый врач, бросил семью, после чего мать скончалась от алкоголизма. Это явилось причиной осложнения отношений между отцом и сыном. В эпизоде «Проклятый» Роуэн приезжает в Принстон-Плейнсборо якобы на конференцию, однако Хаус узнаёт, что на самом деле он не был на конференции, а приезжал на консультацию к доктору Уилсону в связи с терминальной стадией рака лёгких. Роуэн уезжает, не сообщив сыну о своём состоянии.
В серии «Ошибка» Чейз узнаёт о смерти своего отца, из-за чего игнорирует важную информацию, в результате которой погибает пациентка.
Учился в семинарии, но позже бросил. Затем окончил Мельбурнский университет.
Чейз очень талантливый врач, не раз именно он находил верный диагноз. Разговаривает с австралийским акцентом, так как родом из Австралии. Его происхождение часто становится причиной шуток и замечаний Хауса. Очень часто соглашается с Хаусом. Не любит толстых.
Во втором сезоне (7 эпизод) начинаются сексуальные отношения между Кэмерон и Чейзом, которые заканчиваются, когда Чейз заявляет о том, что хочет развития их отношений. В конце третьего сезона Хаус увольняет Чейза. Отношения между Чейзом и Кэмерон возобновляются, и через некоторое время герои объявляют о помолвке. В финальной серии пятого сезона Чейз и Кэмерон женятся.
В шестом сезоне Чейз вновь возвращается в команду Хауса. Но по причине того, что Хаус лечился от викодиновой зависимости, его непосредственным начальником становится Форман. В 4 эпизоде 6 сезона («The Tyrant») совершает подлог анализа крови пациента-диктатора из африканской республики, в результате чего тот погибает. В дальнейшем Хаус придумывает объяснение искажению информации в анализах, и Чейз остаётся на свободе. На протяжении нескольких эпизодов совесть мучает Чейза, он приходит к священнику за отпущением грехов. Священник настаивает на том, чтобы Чейз сдался полиции.
В это же время Кэмерон обращает внимание на странное поведение Чейза. Чейз рассказывает ей про убийство пациента, и Кэмерон предлагает ему бросить работу («Ты становишься похож на Хауса») и вместе уехать в другой город. Чейз отказывается — Хаус предложил ему вновь вернуться в команду — и Кэмерон уезжает одна, порвав отношения с Чейзом.
В седьмом сезоне Чейз предлагает «Тринадцатой» завязать отношения, но та отказывается.
В восьмом сезоне после ранения лечит пациентку — монашку, с которой у него происходит «близкий контакт», Форман отстраняет его от повторного лечения пациентки, вскоре она пересматривает свои убеждения и уходит в монастырь (из-за видений, которая она ощущала во время отсутствия дыхания), бросает Чейза, последний же пытался отговорить её, но Хаус его останавливает.
Почти весь сезон были намёки на отношения Адамс-Чейз, Пак-Чейз. В 20 серии Чейз покидает больницу с намерением создать свою собственную команду.
В последней серии восьмого сезона Чейз стал наследником Хауса — он стал главой отделения диагностики в Принстон Плейнсборо.

## Чейз и Хаус
Сложно сказать, почему Хаус нанял Чейза. Хаус утверждает, что сделал это по просьбе отца Чейза, но маловероятно, что это было единственной причиной.
Также не ясно, как Хаус относится к Чейзу. Он может умалять его мнение, а может позволить обнять себя. Когда ошибка Чейза приводит к смерти пациента, Хаус лезет из кожи вон, чтобы оправдать Чейза и сохранить ему работу. Кроме того, Хаус помогает осознать Чейзу, что тот любит своего отца.
Независимо от мнения Хауса о Чейзе, тот почти всегда поддерживал его и до определённого момента старался ему угодить. Чейз обычно следует инструкциям Хауса и оставляет оскорбления Хауса без ответных мер. Мнение Чейза редко расходится с мнением Хауса, однако если такое случается, то тот будет до последнего доказывать свою правоту. В третьем сезоне становится ясно, что Чейз устал ждать от Хауса похвалы или признательности.
В эпизоде «Человеческий фактор» после упрёков Хауса Чейзом в том, что тот принимает довольно слабые попытки вернуть Формана в команду, Хаус увольняет Чейза, мотивируя это тем, что тот работал у Хауса слишком долго и научился у него всему, чему мог. Возможно, Хаус уволил его из-за того, что Уилсон сказал Хаусу, что тот боится перемен, или из-за того, что в течение третьего сезона диагностические навыки Чейза значительно возросли.
В шестом сезоне Хаус говорит Уилсону, что, возможно, он бы смог подружиться с Чейзом и Форманом.
В восьмом сезоне Чейз получил ранение скальпелем в сердце и едва не погиб, но выжил, однако у него отнялись ноги. Это привело к разбирательству, и Хаус неоднократно говорил, что никто не виноват, и, даже когда у него спросили «Кого Вы вините, доктор Хаус? Доктора Адамс или доктора Чейза?», он ответил «Ни одного из них». Через несколько часов после операции к Чейзу вернулась чувствительность, и в конце серии Хаус попросил у Чейза прощения, но тот никак не отреагировал на такую редкость.
В последнем эпизоде сериала Чейз становится главой диагностического отделения после мнимой смерти Хауса (можно сделать вывод, что Чейз стал негласным преемником Хауса). Он присутствует на похоронах и произносит речь.

## Медицинские способности Чейза
Часто Чейза считают слабым звеном в команде Хауса, однако Чейз чаще остальных выдвигает хорошие идеи и чаще других членов команды ставит верный диагноз.
- В эпизоде «Спортивная медицина» Чейз не только определил, что у пациента отравление кадмием, но и выяснил источник заболевания.
- В эпизоде «В поисках Иуды» Чейз убеждает Хауса, что пациентка страдает редким генетическим заболеванием.
- В эпизоде «В воздухе» в конечном итоге именно Чейз выясняет, что дом пациентки был заполнен токсичным газом, который попал туда по соединительной трубе с другим домом, в котором травили насекомых.
- В эпизоде «То, что нужно», пока Хаус с потенциальными членами его будущей команды пытались выяснить заболевание, Чейз самостоятельно ставит диагноз.
- В эпизоде «Частная жизнь» Чейз определил, что у пациентки митральная недостаточность только потому, что она сказала, что ей не удобно лежать на спине.
- В эпизоде «Слово на букву „Р“», пока Хаус помогал справиться Уилсону с раком, Чейз самостоятельно поставил диагноз.
- В эпизоде «После смерти» Чейз самостоятельно разгадывает причину болезни пациента (врача-патологоанатома) — это антибактериальное мыло, которым тот все время пользовался.
- В эпизоде «Исповедь» Чейз после разговора с пациентом понимает что у того аневризма передней соединительной артерии головного мозга… , после чего -Хаус моментально ставит диагноз.

Чейз также «по статистике — лучший хирург больницы», как заявляет его пациент в эпизоде «После смерти». Он освоил специализацию реаниматолога и кардиолога, а также технику гипноза и окончил ординатуру по нейрохирургии в Университете Мельбурна.

## Факты
- Специальность доктора Чейза — интенсивная терапия (реаниматология) — малоизвестна в США, но широко распространена в Австралии, откуда он (и актёр Джесси Спенсер) родом.
- Имеет привычку выполнять трюк с пишущей ручкой «Thumbaround Normal», то есть крутить ручку вокруг большего пальца.
- У Чейза аллергия на клубнику.